# Tsernaoua
Tsernaoua este o comună rurală din departamentul Birni N'Konni, regiunea Tahoua, Niger, cu o populație de 44.941 de locuitori (2001).